# Kanton Saint-Jean-de-Luz
Saint-Jean-de-Luz is een kanton van het Franse departement Pyrénées-Atlantiques. Het kanton maakt deel uit van het arrondissement Bayonne.

## Gemeenten
Het kanton Saint-Jean-de-Luz omvatte tot 2014 de volgende gemeenten:
- Ascain
- Bidart
- Guéthary
- Saint-Jean-de-Luz (hoofdplaats)

De samenstelling werd gewijzigd bij decreet van 25 februari 2014, met uitwerking op 22 maart 2015. Sindsdien omvat het kanton de gemeenten : 
- Bidart
- Ciboure
- Guéthary
- Saint-Jean-de-Luz (hoofdplaats)